# Saff-Grab
Saff-Gräber sind Gräber mit einer Pfeilerfassade und vorgelagertem Hof, die insbesondere in der frühen 11. Dynastie in at-Tarif im Norden der west-thebanischen Nekropole und in Gebelein angelegt wurden. Die in ihnen bestatteten Könige bzw. Gaufürsten waren verschiedene Antefs (In-yotef) oder Mentuhotep I. bzw. Iti in Gabalain. Die Bezeichnung leitet sich vom arabischen Wort für Reihe (صف, DMG Ṣaff) ab. Hinter der Grabfassade führen Gänge zu den eigentlichen Grabkammern.
Der Grabtyp entstammt der lokalen Tradition und wird später nicht mehr verwendet. Die vorgelagerten Höfe besitzen eine Länge bis zu 300 m. An ihren Seiten befinden sich zum Teil Kammergräber des Hofstaates, die Reihung entspricht ihrem Rang am Hofe. Die Pfeilerreihen besitzen bis zu 24 Pfeiler. Im Umfeld der Gräber von at-Tarif befanden sich größenordnungsmäßig 250 Beamtengräber.
Die undekorierten Saff-Gräber von at-Tarif wurden in vier Grabungskampagnen des Deutschen Archäologischen Institutes in Kairo 1970–1974 ausgiebig untersucht. Anhand der Keramikfunde konnten die Gräber ihren Besitzern zugeordnet werden: Saff al-Dawaba gehört Sehertaui Antef I., Saff al-Kisasiyya Wahanch Antef II. und Saff al-Baqar Nachtnebtepnefer Antef III. Zu den Grabfunden gehören Stelen der Grabherrn, so die Stele des Gaufürsten (Königs) Antef mit einem Hund unter seinem Stuhl im Beisein von Bediensteten und die so genannte Hundestele (Museum Kairo).
Das Grab des Iti wurde 1911 von Ernesto Schiaparelli untersucht. Die Wandmalereien befinden sich heute im Ägyptischen Museum von Turin.